# Porte de pierre
 (avril 2011).
Si vous disposez d'ouvrages ou d'articles de référence ou si vous connaissez des sites web de qualité traitant du thème abordé ici, merci de compléter l'article en donnant les références utiles à sa vérifiabilité et en les liant à la section « Notes et références ».

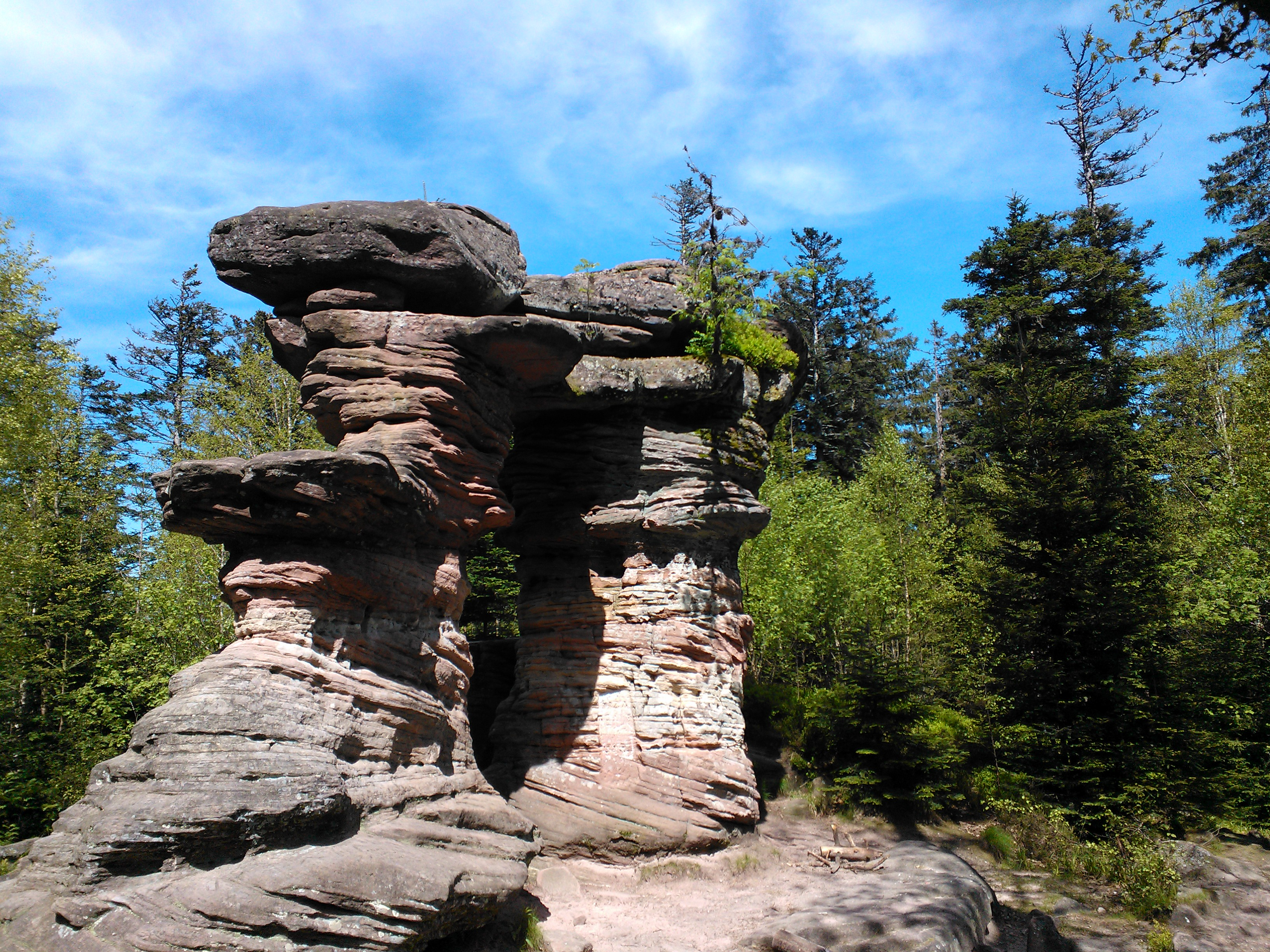
Porte de Pierre, Vosges.

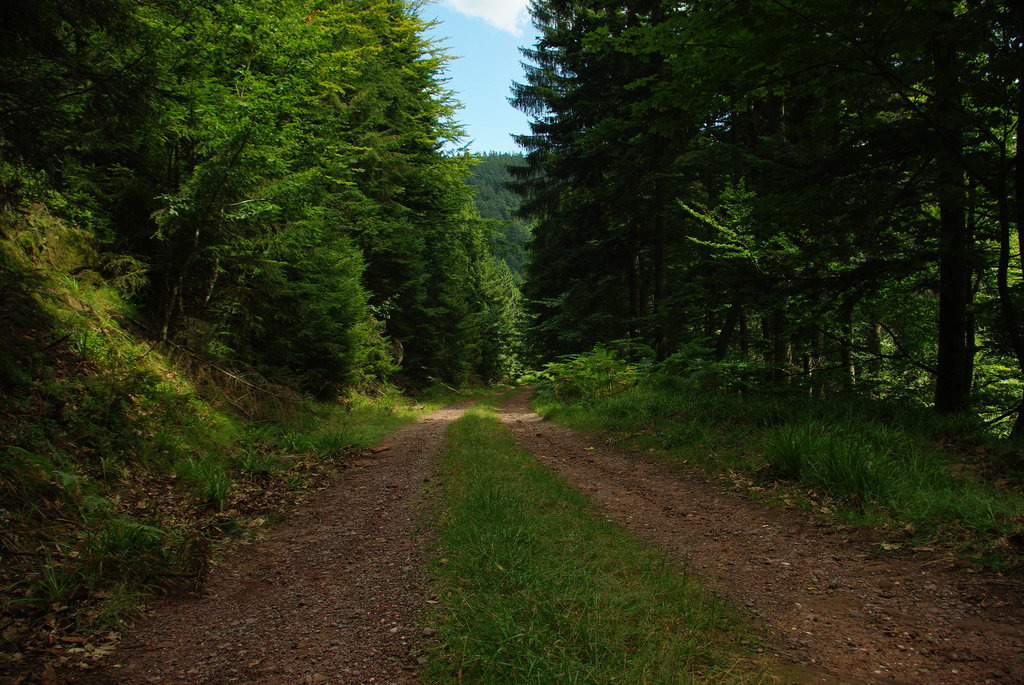
La forêt aux alentours

La Porte de pierre (Türgestell en alsacien), est un monument naturel des Vosges situé dans le Bas-Rhin sur le ban communal d'Urmatt.

## Description
L'érosion a façonné une porte de grès composée de trois piliers et d'un linteau. Cette curiosité géologique à 858 mètres d'altitude mesure sept mètres de large pour cinq mètres de hauteur.

## Accès
La porte se situe dans le massif du Donon. Le village le plus proche est Lutzelhouse. Le sentier de grande randonnée 53 passe par la porte de pierre sur la section « d'Urmatt à Schirmeck » avant d'arriver au rocher de Mutzig.